# Claus Biederstaedt
Pour les articles homonymes, voir Biederstaedt.
Claus Biederstaedt (né le 28 juin 1928 à Stargard, mort le 18 juin 2020 à Eichenau) est un acteur allemand.

## Biographie
Claus Biederstaedt est le fils unique de Fritz Biederstaedt (1897–1971), professeur de musique et d'histoire de l'art au lycée pour filles de Stargard, qui est également chef d'orchestre et organiste.
Le père est enrôlé comme officier de réserve pendant la Seconde Guerre mondiale et sert dans un état-major sur le front de l'Est. Le grand-père Paul Biederstaedt (mort en 1935) était surintendant de l'église Sainte-Marie de Prenzlau. Claus Biederstaedt lui doit indirectement son sauvetage d'une chaudière piégée par les Russes à la fin de la Seconde Guerre mondiale, car le conducteur d'un camion militaire connaissait son grand-père et l'a donc emmené avec lui ; ses camarades sont tous morts.
L'aspiration originale de carrière du père était celle de chef d'opéra. Claus Biederstaedt apprend à jouer du piano et de l'orgue avec lui et chante dans sa chorale. Sa mère est très intéressée par l'art et la musique. Enfant, Biederstaedt admire Ernst Udet, avec qui il fut autorisé à voler. Il a une aspiration pour être pilote.
À 15 ans, Claus Biederstaedt devient Luftwaffenhelfer, à 16 ans il entre au Gröning-Gymnasium puis est appelé sur le front de l'Est. Après la mort de tous ses camarades de classe, il réussit à fuir vers l'ouest avec un camarade blessé face aux troupes soviétiques qui approchent. La mère de Biederstaedt, également en fuite vers l'ouest, est fermement convaincue que son fils unique, Claus, était décédé en raison de la situation désolée. Elle se suicide avec une capsule de cyanure et est enterrée dans une fosse commune.
Après avoir retrouvé son père, ils déménagent à Hambourg. Il va au Wilhelm-Gymnasium et obtient l'abitur. Il chante dans la chorale de son père ; un camarade est Joachim Kaiser. Biederstaedt décide d'étudier la médecine pour devenir médecin. Au quatrième semestre, cependant, il se rend compte qu'il n'est pas fait pour cela.
Alors qu'il est sur scène avec sa chorale lors d'une pièce de théâtre, il rencontre Will Quadflieg. Ce dernier lui donne des cours à l'école d'art dramatique du Deutsches Schauspielhaus de Hambourg et devient son modèle. Il a aussi pour professeurs Joseph Offenbach et Josef Dahmen. Avec Offenbach, il est un temps assistant metteur en scène. Après l'examen final devant la coopérative des membres de la scène allemands, il joue comme acteur de théâtre sur les scènes de Hambourg, Berlin, Munich, Cologne et Wiesbaden notamment. Plus tard, Biederstaedt sera aussi directeur de théâtre. Il est sur scène plus de 1 000 fois avec les actrices Karin Dor et Angélique Duvier dans la pièce Der Neurosenkavalier de Gunther Beth, la dernière fois à Essen en 2008.
En 1952, Biederstaedt fait ses débuts au cinéma dans Die große Versuchung et reçoit le Deutscher Filmpreis du meilleur espoir masculin. Plus tard, Biederstaedt apparaît fréquemment à la télévision.
À partir de 1960, Claus Biederstaedt est acteur de doublage. Il est la voix allemande notamment de Marlon Brando, James Garner, Peter O'Toole, Peter Falk, Vittorio Gassman ou Yves Montand.
Du début des années 50 au milieu des années 80, il est dans de nombreuses pièces radiophoniques pour des diffuseurs publics.
Claus Biederstaedt se marie une deuxième fois en 1974 et a un fils (né en 1961) de son premier mariage qui sera monteur.
En août 2008, à 80 ans, il renonce à son métier. On lui diagnostique un cancer qui nécessite de nombreuses interventions chirurgicales et entraîne la perte de la majorité de sa langue.

## Filmographie

### Cinéma
- 1952 : Die große Versuchung
- 1953 : Liebeskrieg nach Noten
- 1953 : Arlette erobert Paris
- 1953 : Ich und Du
- 1954 : Une histoire d'amour
- 1954 : Sanatorium total verrückt
- 1954 : La Faute du docteur Frank (de)
- 1954 : Héros en blanc
- 1954 : Feu d'artifice
- 1954 : Keine Angst vor Schwiegermüttern
- 1954 : Der letzte Sommer
- 1954 : Le Beau Danube bleu
- 1955 : Musik, Musik und nur Musik
- 1955 : Escale à Orly
- 1955 : Des enfants, des mères et un général
- 1955 : Trois Hommes dans la neige (Drei Männer im Schnee) de Kurt Hoffmann
- 1955 : Der Himmel ist nie ausverkauft
- 1955 : Meine Kinder und ich
- 1955 : Mädchen ohne Grenzen
- 1955 : Urlaub auf Ehrenwort
- 1956 : Charleys Tante
- 1956 : Vor Sonnenuntergang
- 1956 : Schwarzwaldmelodie
- 1956 : Kleines Zelt und große Liebe
- 1956 : Was die Schwalbe sang
- 1956 : Das Donkosakenlied
- 1956 : Facteur en jupons
- 1957 : Die verpfuschte Hochzeitsnacht
- 1957 : Kindermädchen für Papa gesucht
- 1957 : Blaue Jungs
- 1957 : Es wird alles wieder gut
- 1957 : Les Jolies Jambes de Dolores (de)
- 1958 : Infirmière de nuit (de)
- 1958 : Les Yeux noirs (de)
- 1958 : Majestät auf Abwegen
- 1958 : Scala – total verrückt
- 1959 : Was eine Frau im Frühling träumt
- 1959 : Amour à Tunis
- 1959 : Mandolinen und Mondschein
- 1959 : Ein Sommer, den man nie vergißt
- 1959 : Glück und Liebe in Monaco
- 1960 : Schick deine Frau nicht nach Italien
- 1960 : Willy, der Privatdetektiv
- 1961 : Was macht Papa denn in Italien?
- 1961 : Am Sonntag will mein Süßer mit mir segeln gehn
- 1961 : Isola Bella
- 1962 : Wenn die Musik spielt am Wörthersee
- 1962 : Musica-stop
- 1963 : Übermut im Salzkammergut
- 1963 : … denn die Musik und die Liebe in Tirol
- 1964 : Jetzt dreht die Welt sich nur um dich
- 1965 : Hotel der toten Gäste
- 1974 : Schwarzwaldfahrt aus Liebeskummer
- 1974 : Auch ich war nur ein mittelmäßiger Schüler

## Crédit d'auteurs
- (de) Cet article est partiellement ou en totalité issu de l’article de Wikipédia en allemand intitulé « Claus Biederstaedt » (voir la liste des auteurs).